# Division 1 Södra
A Division 1 Södra (literalmente, "Divisão 1 do Sul") é uma das duas ligas da terceira divisão, Division 1, no sistema de ligas do futebol masculino sueco. Dispõe de 14 equipes de futebol. A Division 1 Södra era uma das ligas oficiais da segunda divisão de 1987 a 1999, mas foi substituída pela Superettan em 2000. No entanto, ela foi recriada para a temporada 2006, agora correspondendo à terceira divisão.

## História
A antiga Division 1 Södra substituiu a Division 2 Södra como uma das duas ligas de segunda divisão em 1987 e consistia de 14 clubes, exceto nas temporadas de 1991 e 1992, quando eram apenas 8 equipes, em função de ter havido quatro ligas na segunda divisão nesses anos.

## Clubes atuais
Atualizado até a temporada 2016.
- FC Höllviken
- FC Trollhättan
- Husqvarna FF
- IK Oddevold
- Kristianstads FF
- Landskrona BoIS
- Mjällby AIF
- Norrby IF
- Oskarshamns AIK
- Prespa Birlik
- Qviding FIF
- Tvååkers IF
- Utsiktens BK
- Östers IF